# اوجیزک
اوجیزک یا همان آبگوشت بدون گوشت سیستان، یکی از غذاهای اصیل و سنتی ایران است. این غذا متعلق به منطقه سیستان است و تا حدودی شبیه اشکنه هم است.
طرز تهیه اوجیزک بسیار راحت است. آبگوشت گیاهی اوجیزک، برای افرادی که رژیم گیاه‌خواری دارند، بسیار مناسب است. در پخت اوجیزک از یک نوع ادویه محلی به نام آچار استفاده می‌شود که طعم خاصی به آن می‌بخشد.

## طرز تهیه

### مواد لازم
مواد لازم  مقدار
- گوجه:  ۲ عدد
- روغن محلی:  به مقدار لازم
- پیاز : ۱ عدد
- آب : به مقدار لازم
- سیب زمینی:  ۲ عدد
- آچار محلی:  به مقدار لازم
- تخم مرغ : ۱ عدد

### طرز تهیه
برای تهیه این غذا ابتدا پیازها را به همراه روغن محلی به‌طور کامل تفت دهید تا طلایی شود، سپس گوجه خرد شده را به آن بیافزایید، پس از آنکه گوجه‌ها کاملاً سرخ شد، آچار محلی را به آن اضافه کنید و پس از چند دقیقه تفت دادن، آب را به آن اضافه کنید و بگذارید به جوش بیاید، سپس سیب زمینی‌هایی را که در قطعات کوچک خرد کرده اید به آب در حال جوش اضافه کنید و بگذارید بپزد و جا بیافتد. در این مرحله غذا حاضر است، برای تهیه اوجیزک تخم مرغ، در لحظات پایانی طبخ غذا، تخم مرغ را اضافه کنید و هم نزنید و وقتی تخم مرغ سفت شد، غذا حاضر است.